# Извор (серија)
Извор је предстојећа српска серија из 2025. године. Током 2026 године биће емитована на РТС 1.

## Радња
Серија Извор пре свега, говори о две породице, једној из Београда и другој са села. Љубав их и повезује и дели. Спојила је њихову децу, али различити интереси које имају изазивају перипетије у међусобним односима. Обе породице уче како заједно да живе.

## Главне улоге
| Глумац             | Улога  |
| ------------------ | ------ |
| Ђорђе Кадијевић    | Драган |
| Теодора Драгићевић | Уна    |
| Милутин Караџић    | Обрен  |
| Нела Михајловић    |        |
| Александар Ђурица  |        |
| Слобода Мићаловић  |        |
| Љубомир Булајић    |        |
| Маја Шиповац       |        |